# 还剑湖
还剑湖（越南语：／*/?）是越南河内市中心的一个天然淡水湖，位於以其命名的還劍郡，为河内著名地标兼旅游景点，市民日常休闲娱乐的重要场所。李、陈两朝时称作绿水湖，后因此湖被作为操练和检阅水军的场所而改称水军湖，还曾一度改称左望湖。据传越南后黎朝开国皇帝黎利曾在此湖得到一把古剑，后又将古剑归还给湖中的神龟，湖名自此被改为还剑湖。
还剑湖本为红河支流，形成湖泊后仍有水道与东距不远的红河相通，后被河堤隔断。湖面呈椭圆形，南北狭长，面積约12公顷，平均水深约1.2米。湖中有两座小岛——较小的一座位於湖中心，称龟丘岛，四周未修建任何通道与湖岸相连，游人无法抵达，岛上建有龟塔；较大的一座位於湖的北部，称玉山岛，岛上建有玉山祠，祠门前有一座名为栖旭桥的木拱桥与湖东岸相连。
还剑湖中曾生活着世界上为数不多的斑鳖种群之一，部分越南生物学家认为牠们是不同於斑鳖的独立物种，称之为还剑鳖。2016年1月19日，还剑湖中已知的最后一只斑鳖（或即还剑鳖）被发现死亡，在越南民众中引发震动。

## 景觀
还剑湖原为红河支流，后因其北、东两面连接红河的水道淤塞而形成湖泊；湖岸四周树木青翠，浓荫如盖；湖水清澈如镜，幽雅恬静；岸边有水榭等古建筑，湖中有玉山祠、栖旭桥、镇波亭和龟塔等胜迹点缀，是河内第一风景名区。
相传越南爆发蓝山起义前夕，一名渔夫在此湖撒网捕鱼时捞得一个古剑的剑身，上刻“顺天”二字，渔夫将它送给了当时的义军领袖黎利，随后黎利又得到了一个与之相配的剑柄，於是组装成了一把順天劍。在抗明十年战争中，黎利一直将此剑带在身边，最终击败明朝军队，建立了后黎朝。不久后的一天，黎利泛舟游於此湖，忽见一金色大龟（一说为巨鳖）浮出水面朝他游来，黎利用箭射去，未能射中，於是抽出顺天剑指向金龟，却被金龟叼走此剑沉入水下。黎利命人筑堤堵塞湖口，排水寻剑，但一无所获。黎利认为，这是金龟在抗明战争之际赐给他这把剑，以帮助他战胜敌军，而当天下恢复太平后，金龟便将剑收回，於是他命名此湖为还剑湖。后来又传说此剑被仙人送还，插在湖中，剑柄露出水面，成为了湖心小岛龟丘上的一座小塔，即龟塔。实际上，龟塔是在1884–1886年间为纪念传说中的金龟而建。
还剑湖北部有一圆形小岛，因远看似玉石而被称作玉山岛，岛上的玉山祠因岛得名。玉山祠建於后黎朝末年，始建时名为玉山寺，阮朝绍治三年（1843年）被毁重建时改寺为祠，供奉关帝、兴道王陈国峻和文昌帝君三圣。1865年阮朝文学家阮文超主持修葺玉山祠，并在附近营建镇波亭、栖旭桥、笔塔和砚台。栖旭桥是一座始建於1865年的木拱桥，连接湖东岸和玉山祠的正門得月樓。笔塔因顶状如毛笔得名，建在湖东岸的桃腮山上，高五层。笔塔大门由四根石柱构成，四柱顶端也均为毛笔状，中间两柱较高，中央为通道，柱上有汉字对联。砚台建在笔塔下通往玉山祠的入口处，是一块墨砚形的大石块。

## 圖集

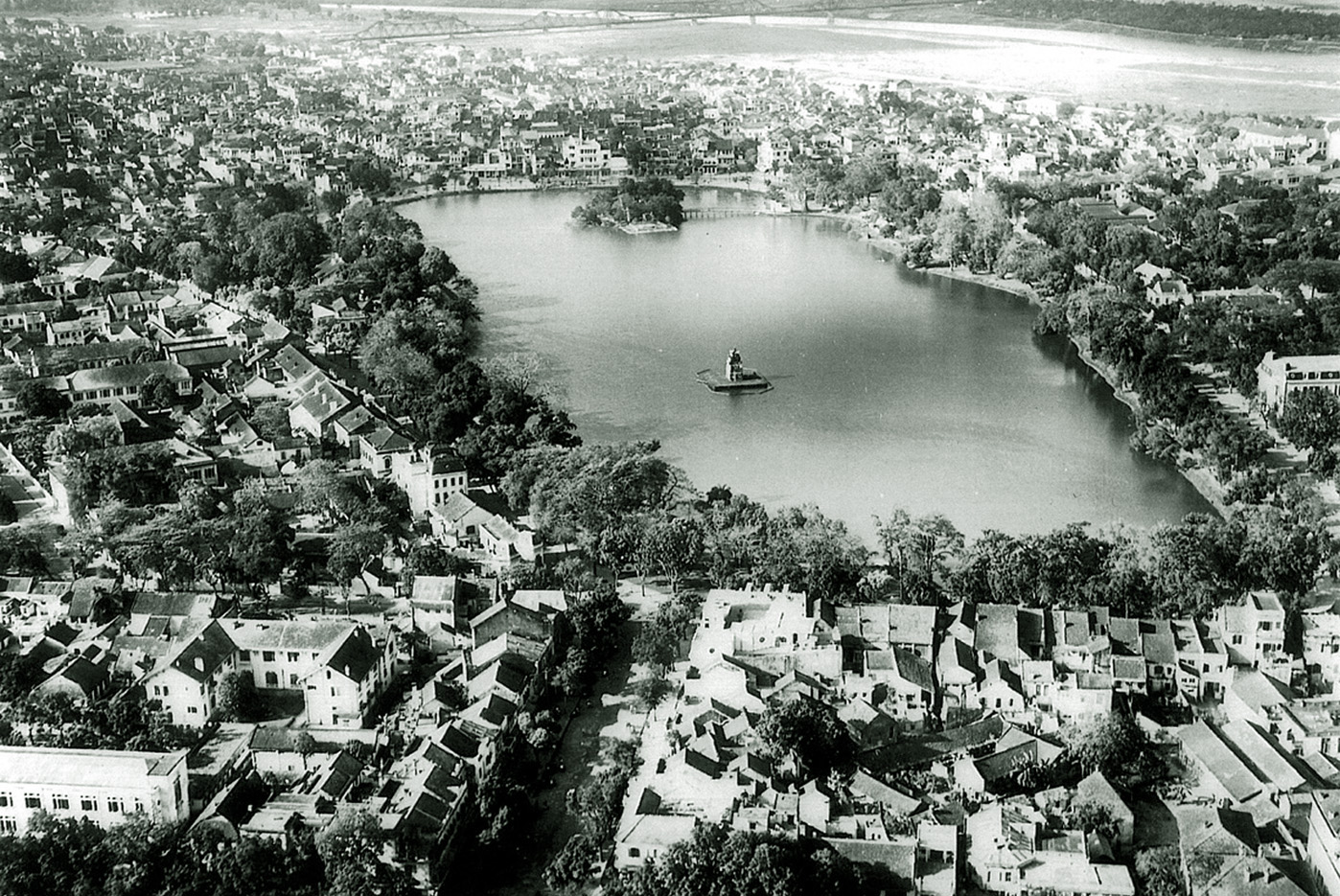
法国殖民越南时期（1945年以前）的还剑湖鸟瞰图
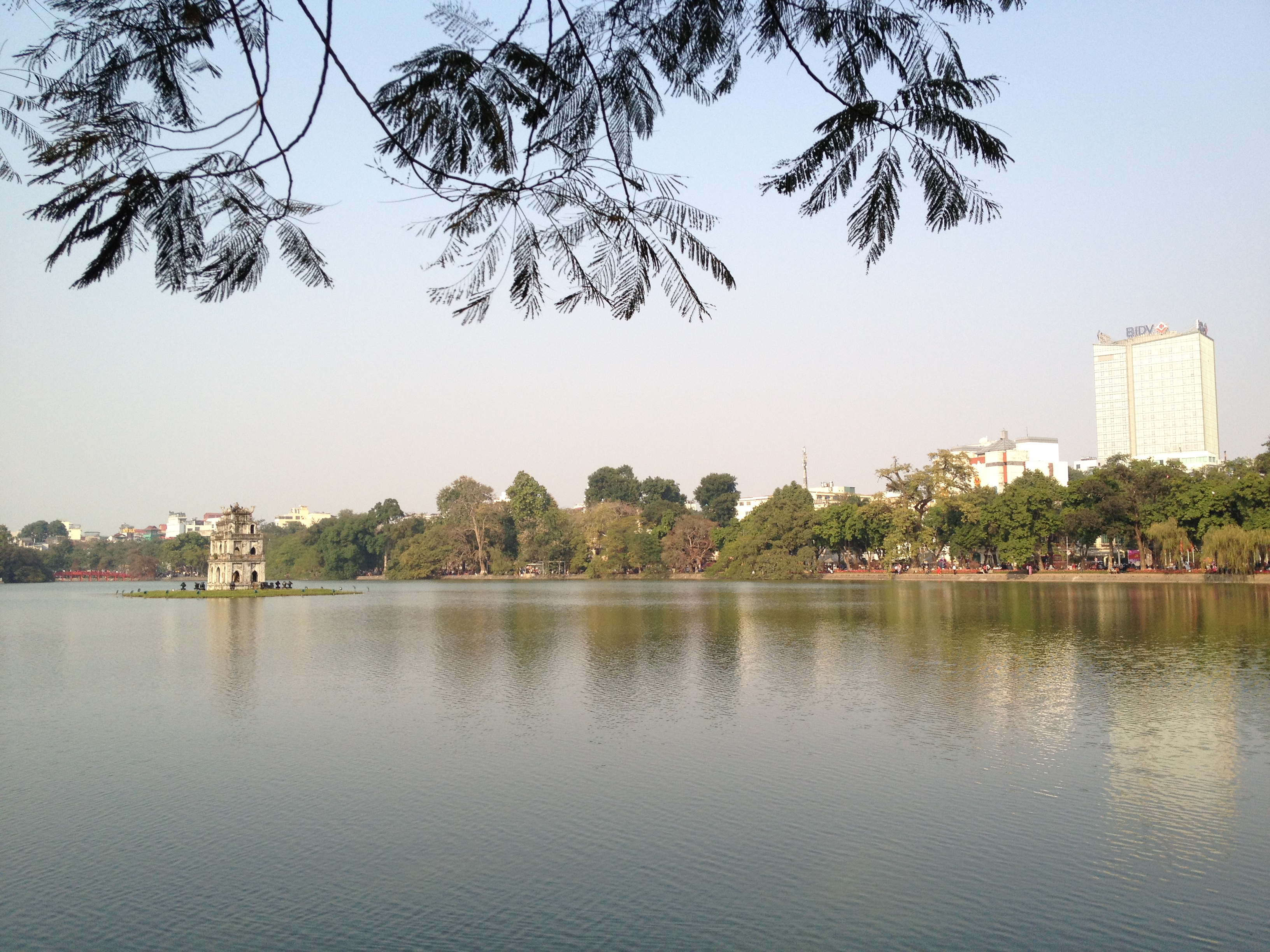
2016年的还剑湖
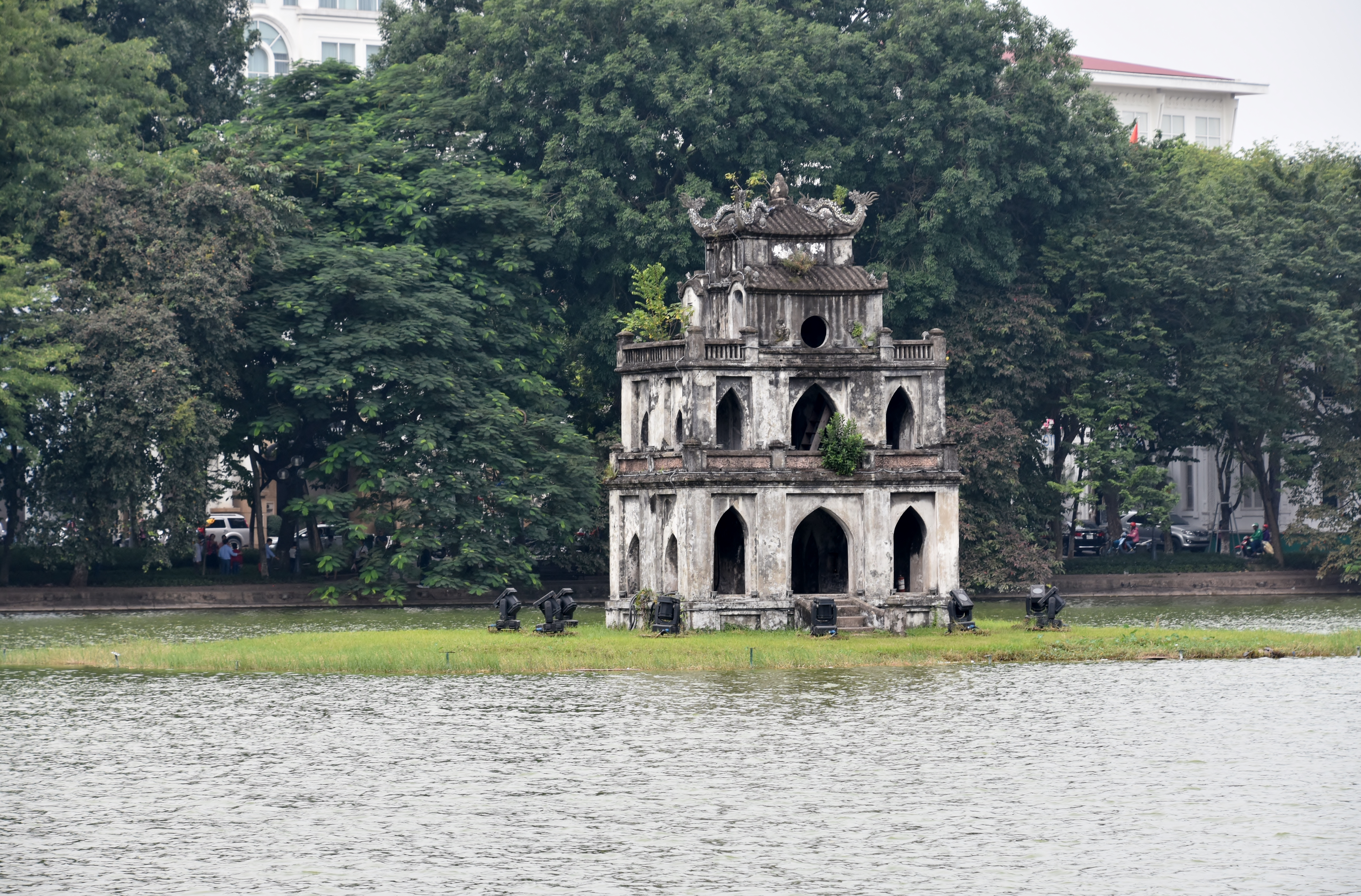
龟塔，还剑湖的标志性建筑
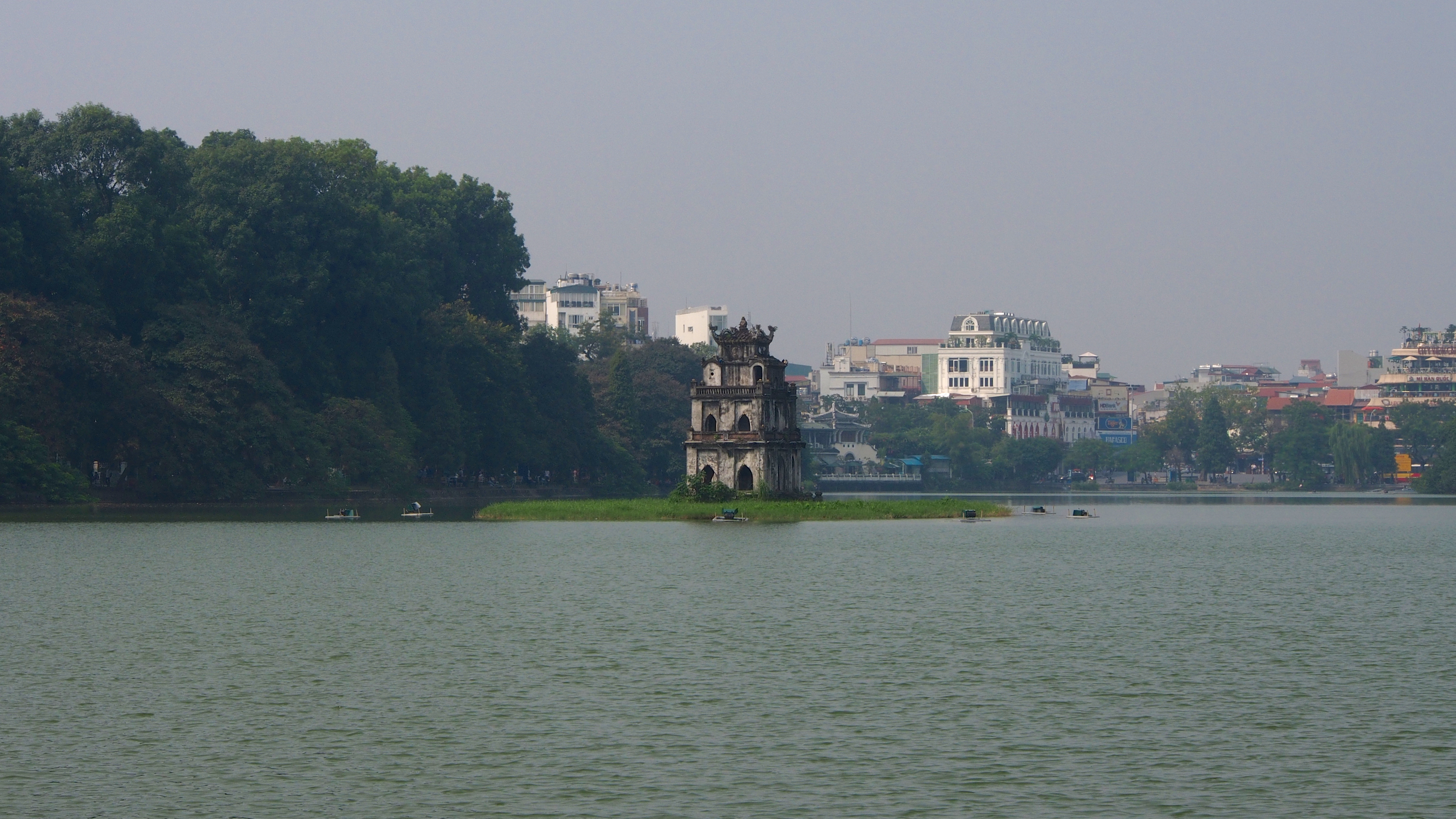
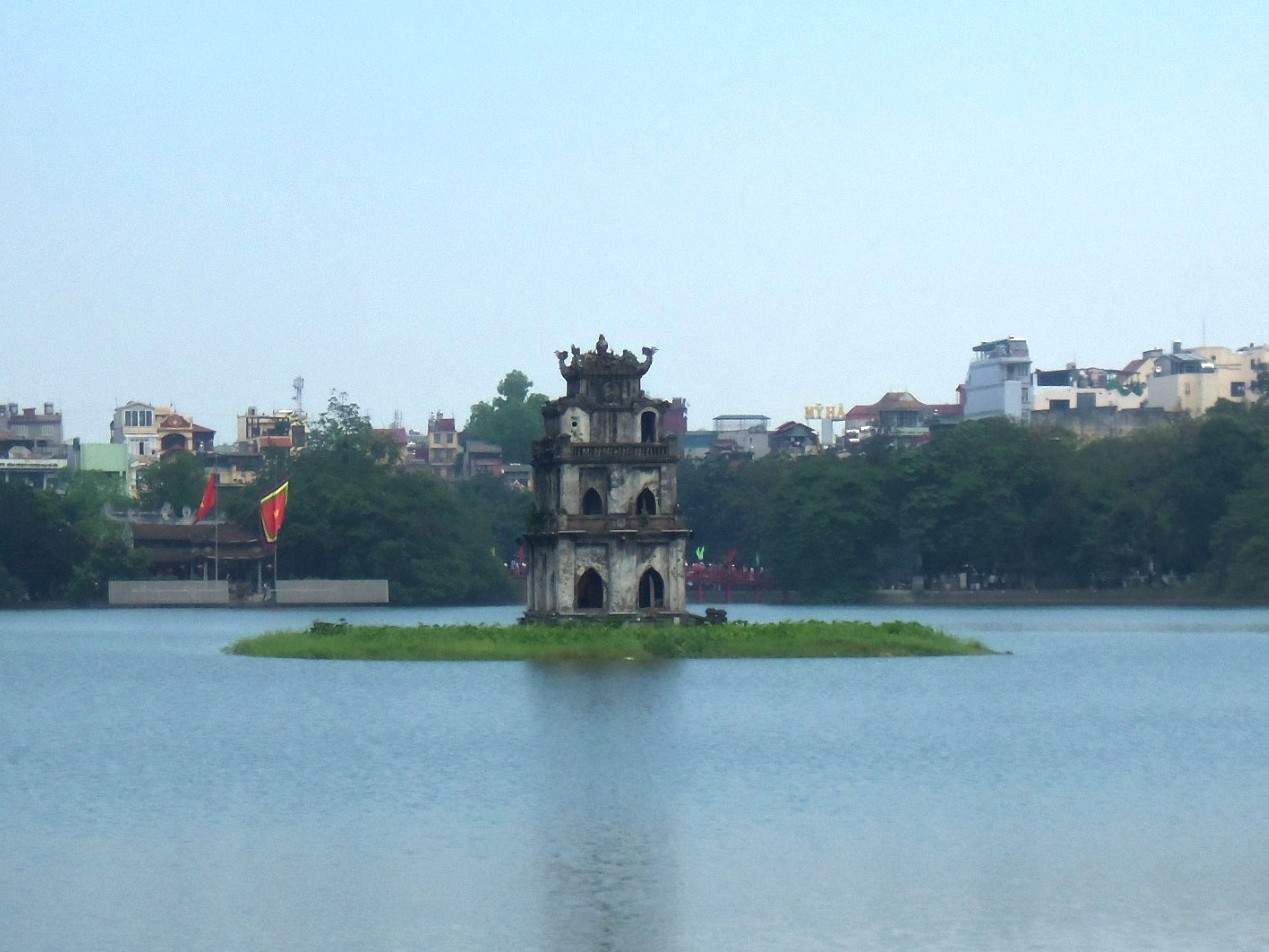
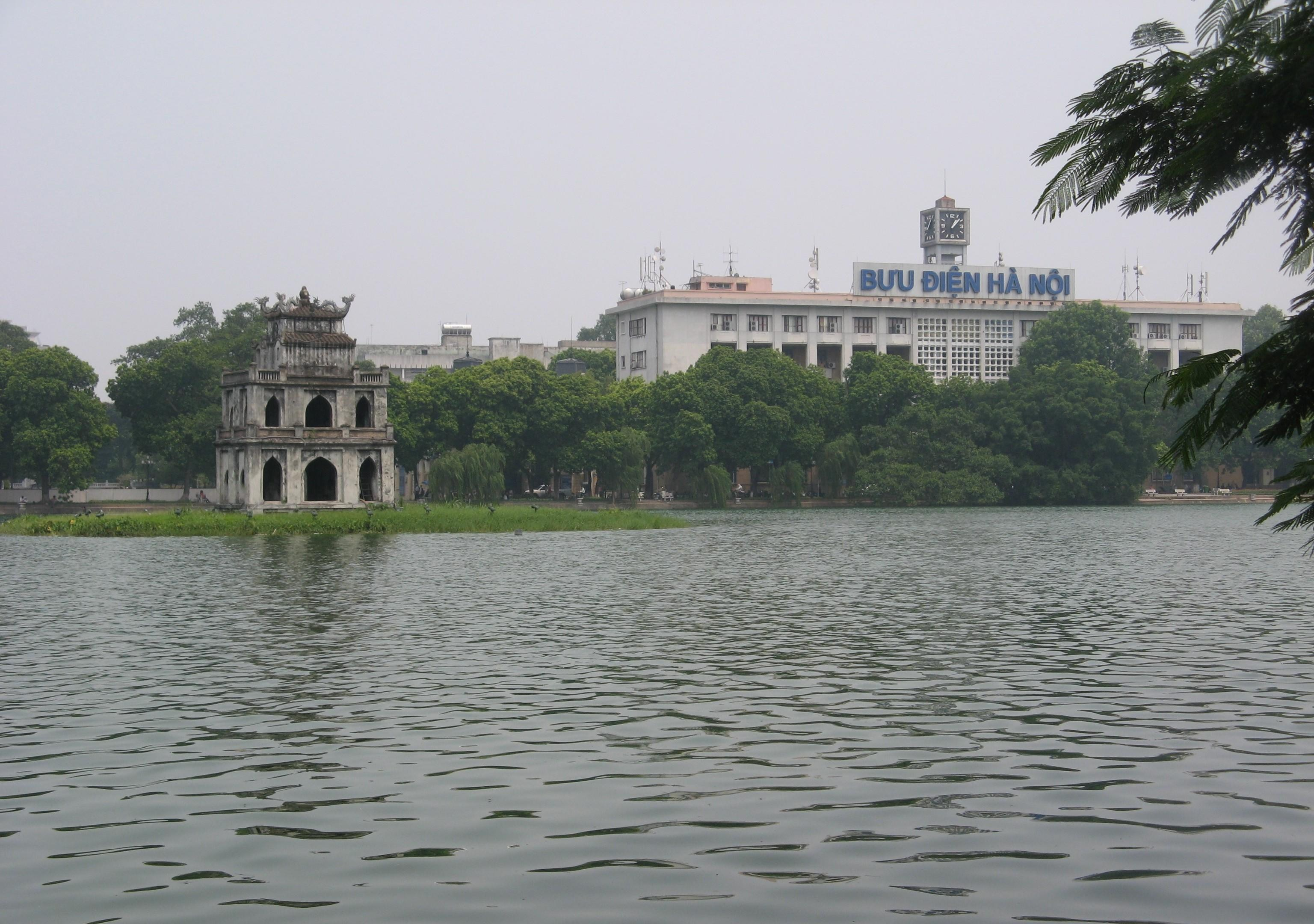
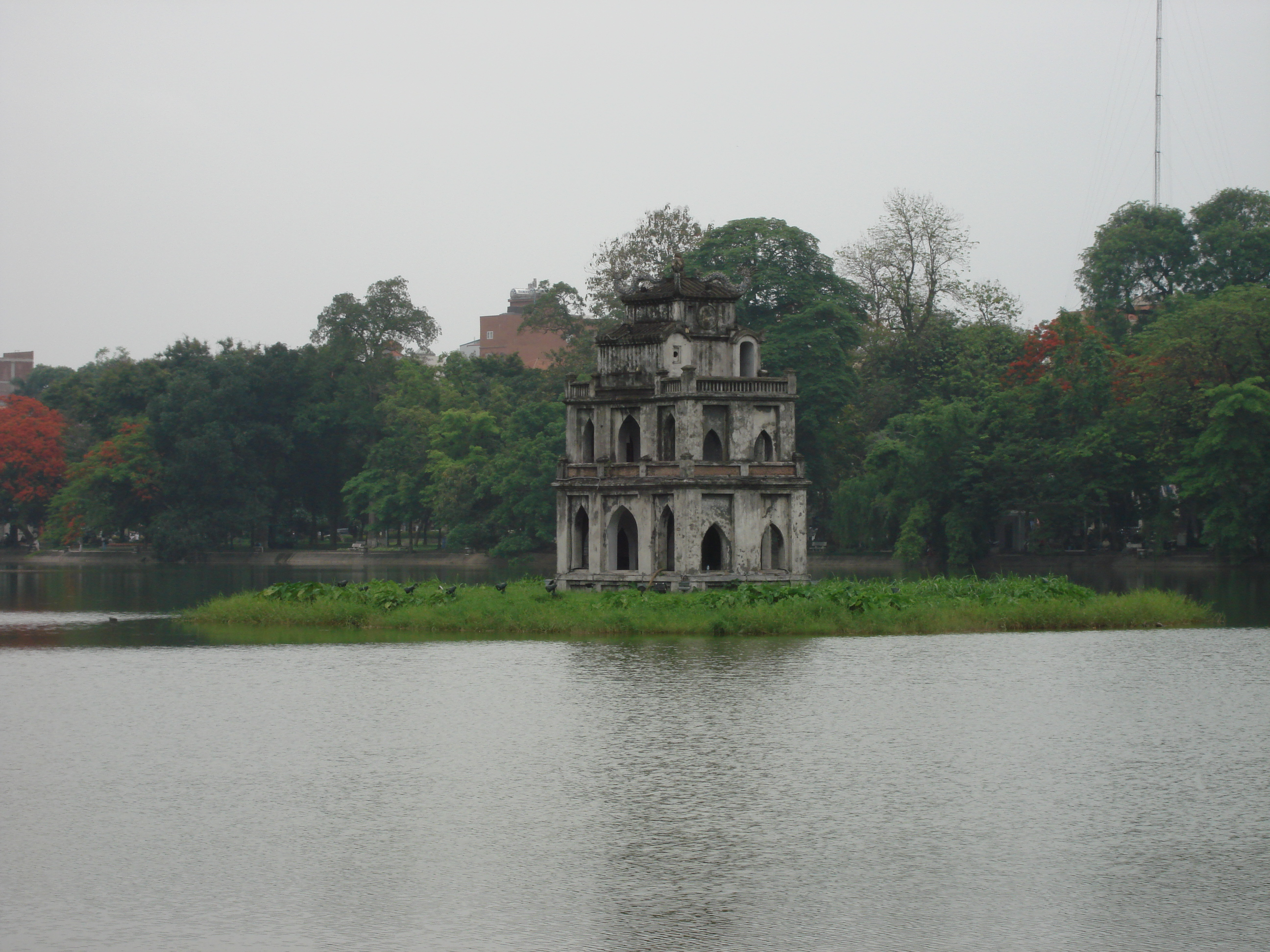
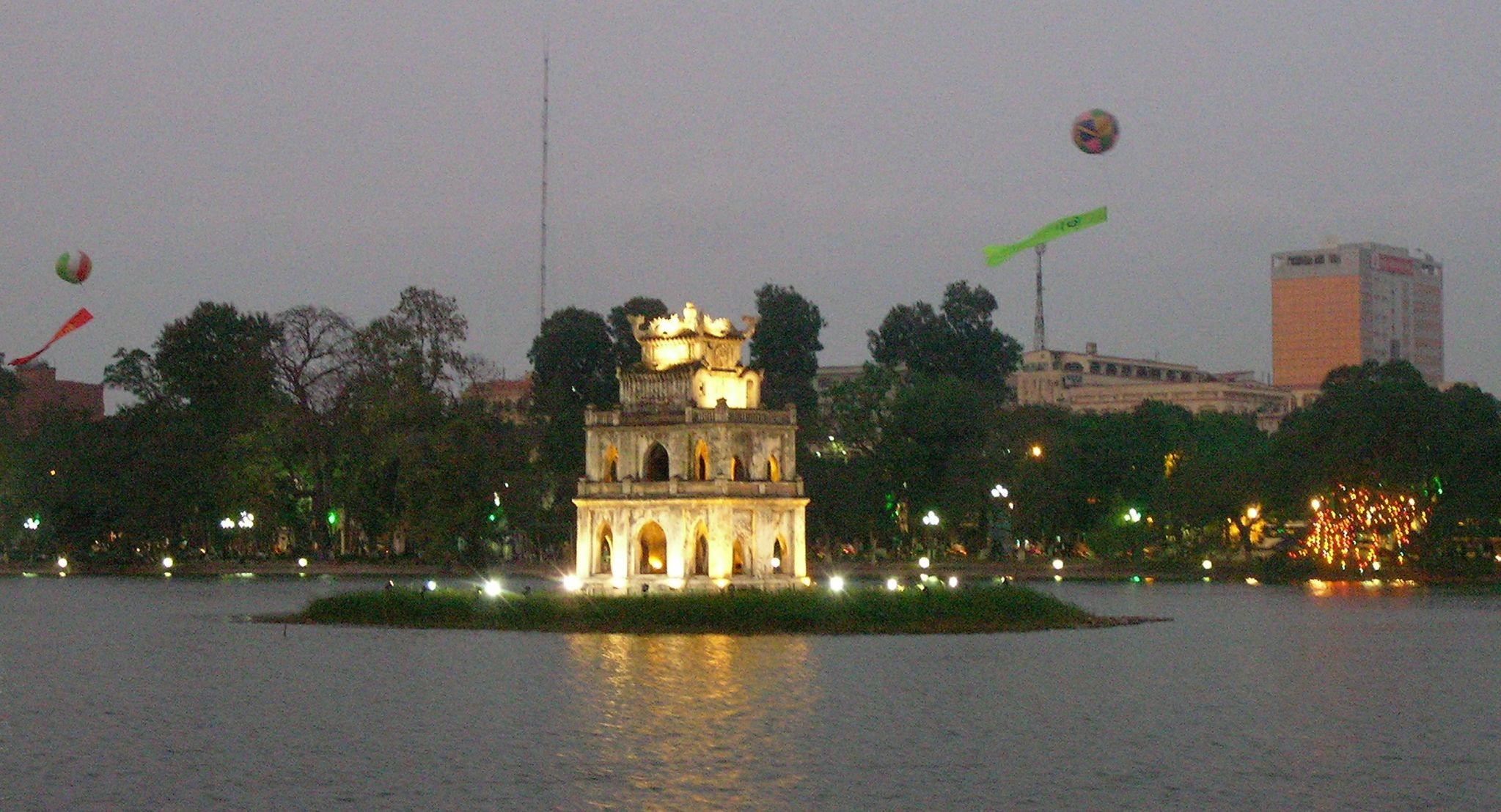
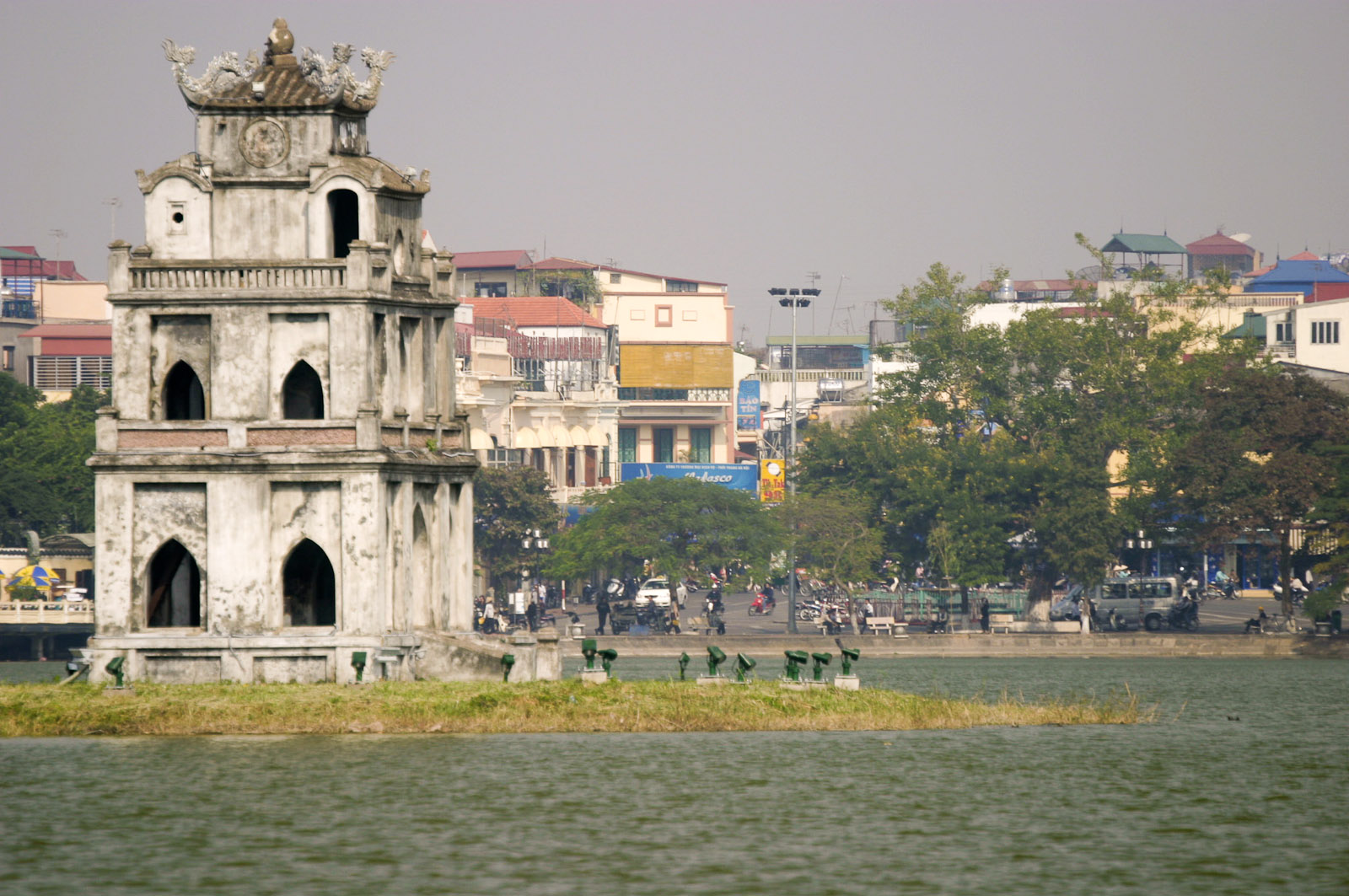
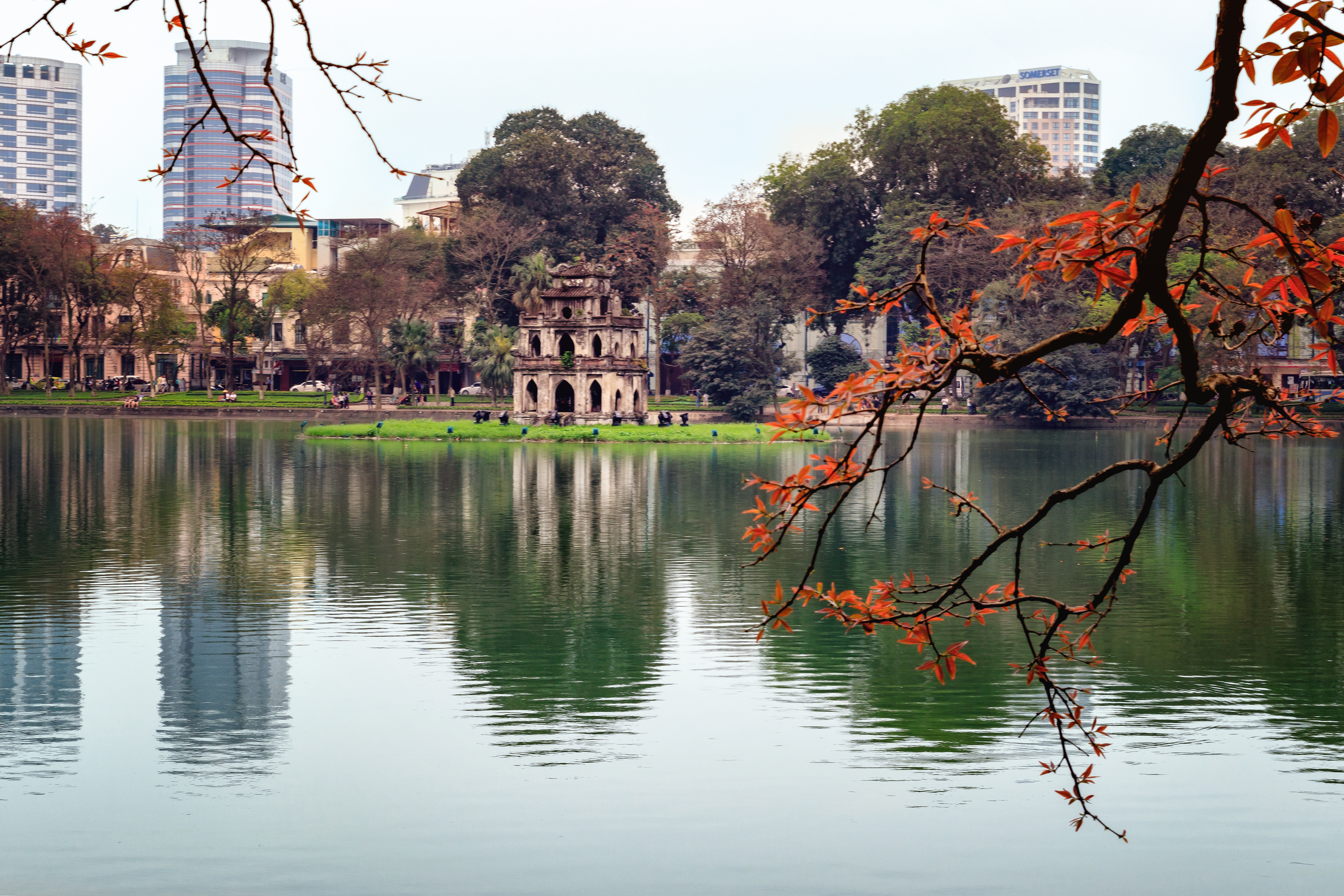
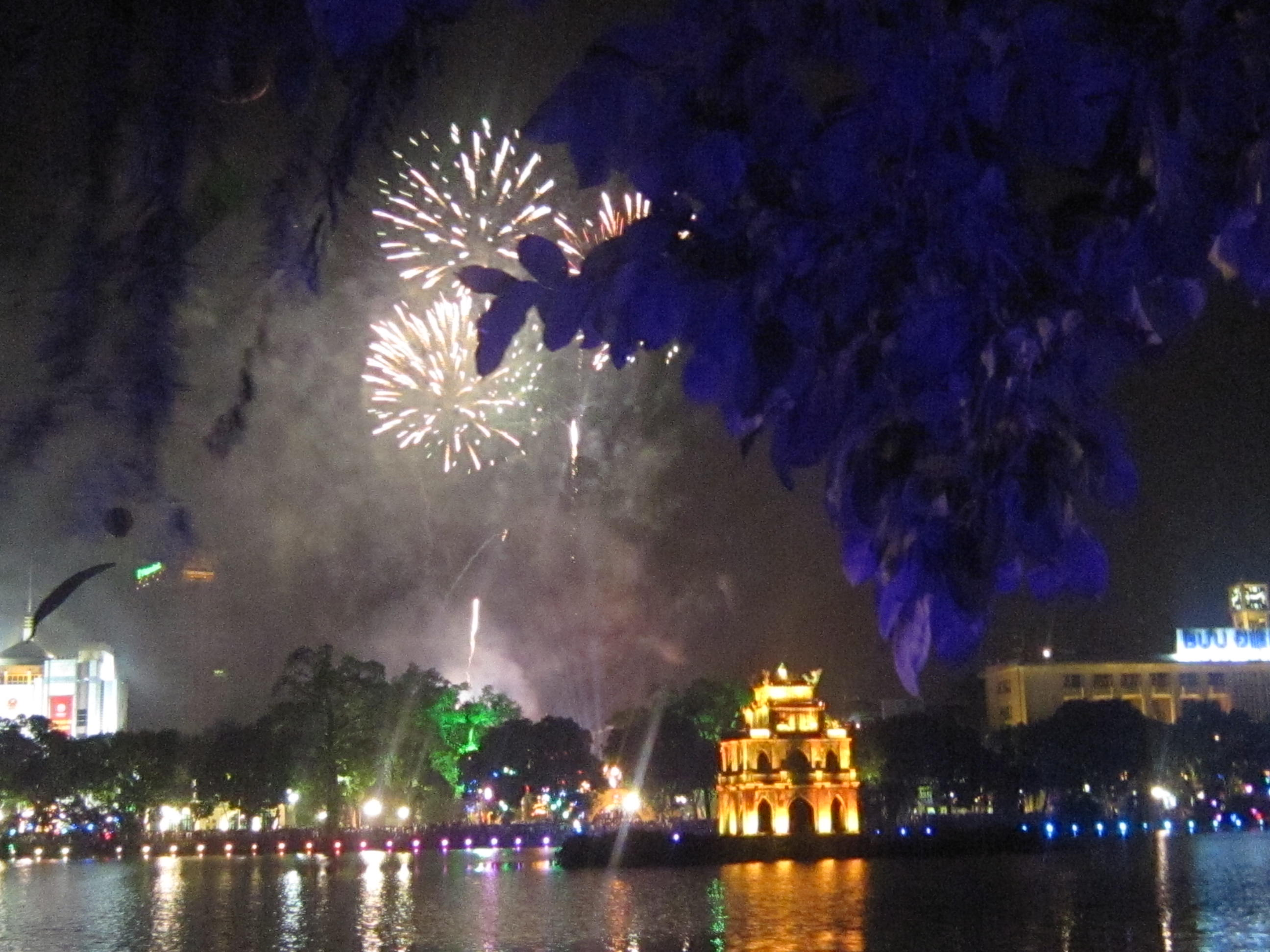
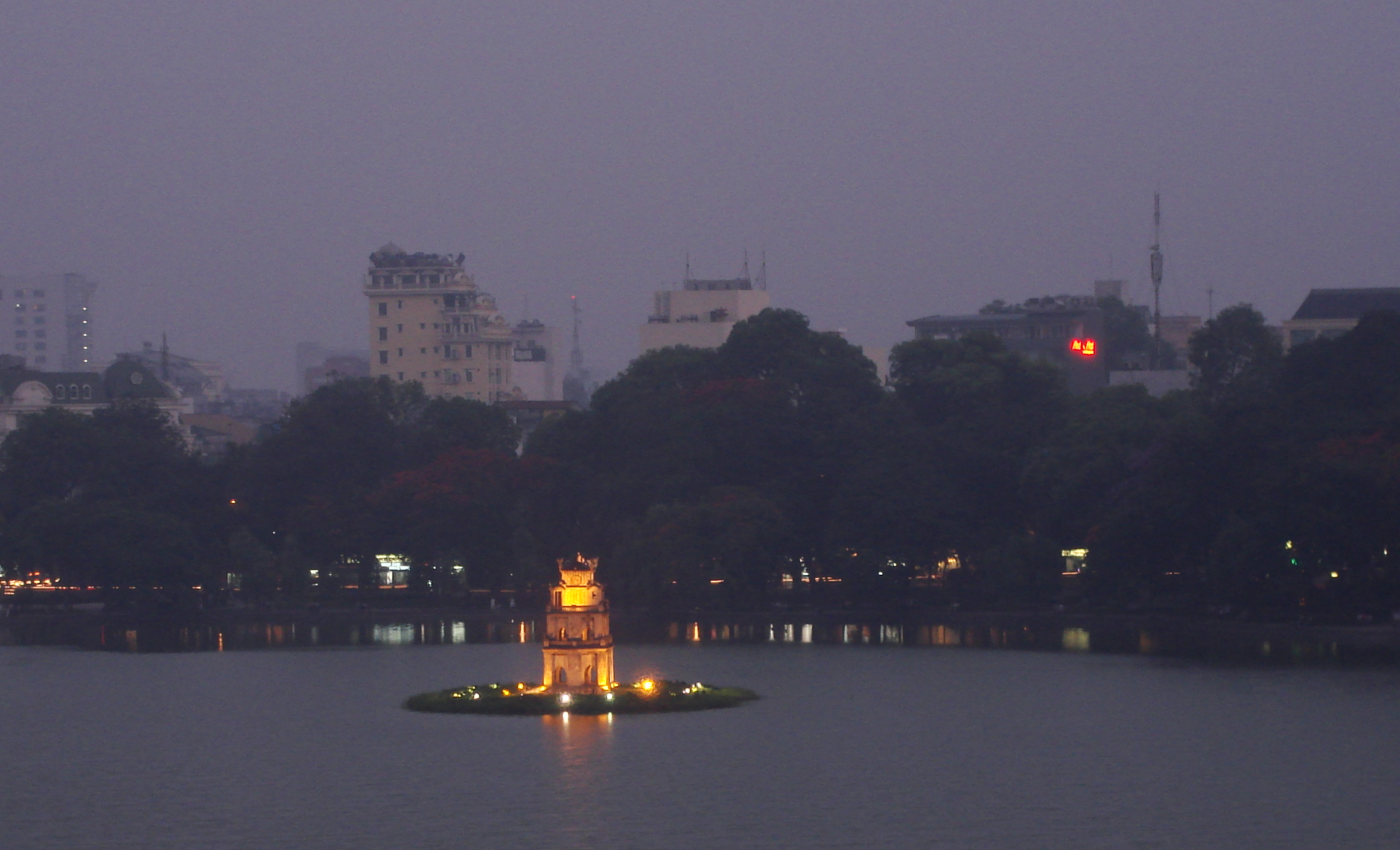
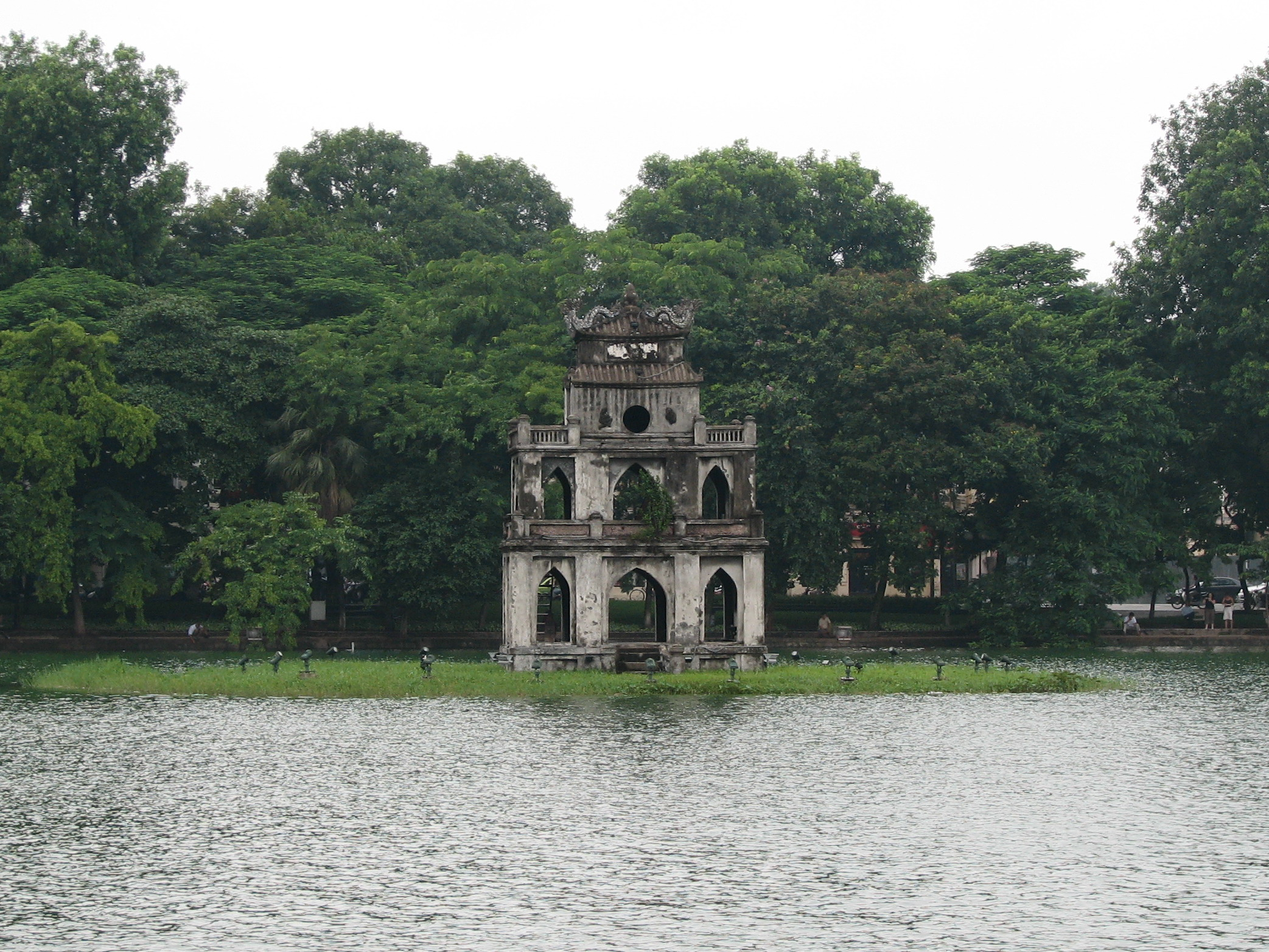
龟塔的背面
栖旭桥
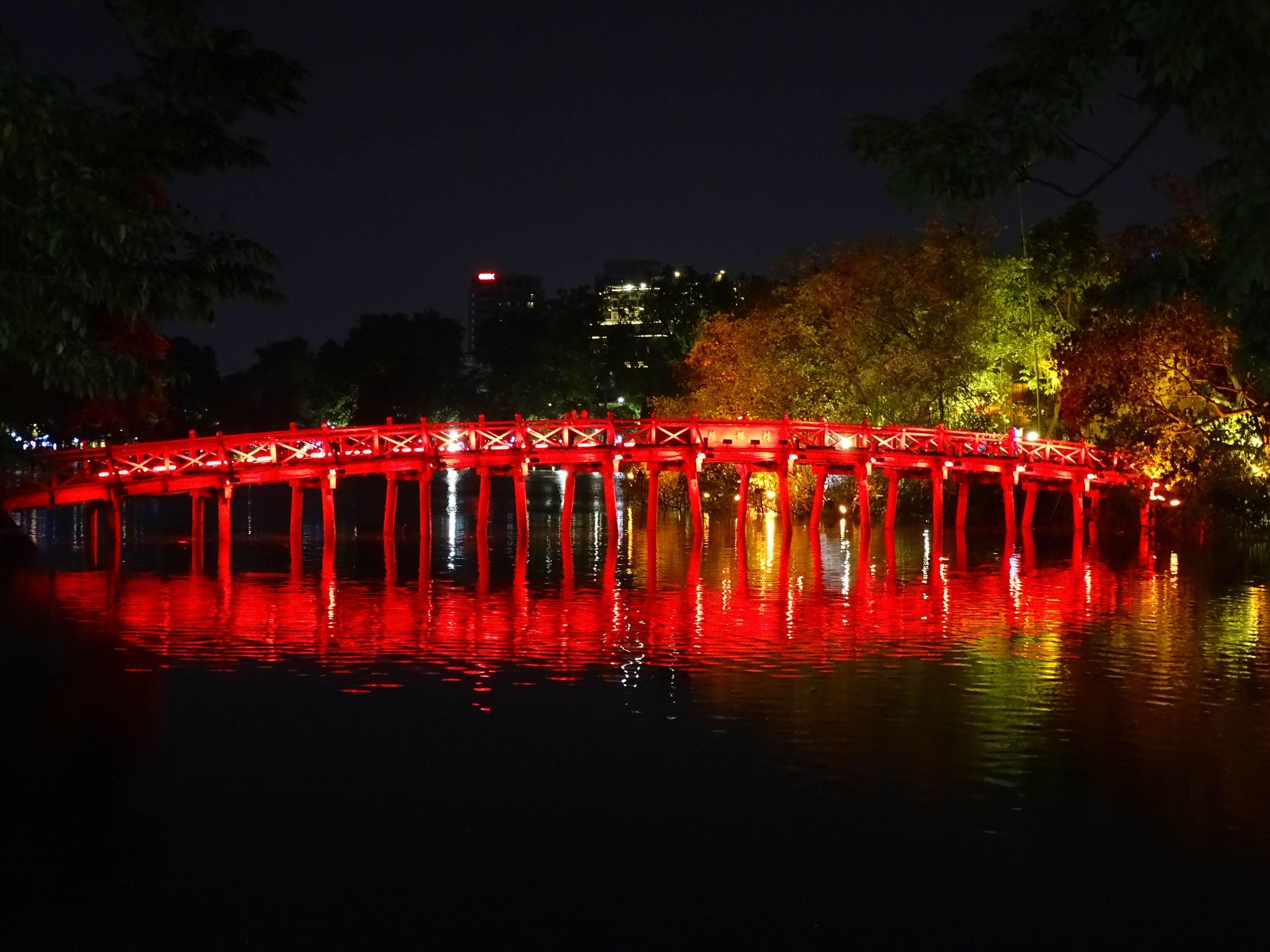
栖旭桥夜景
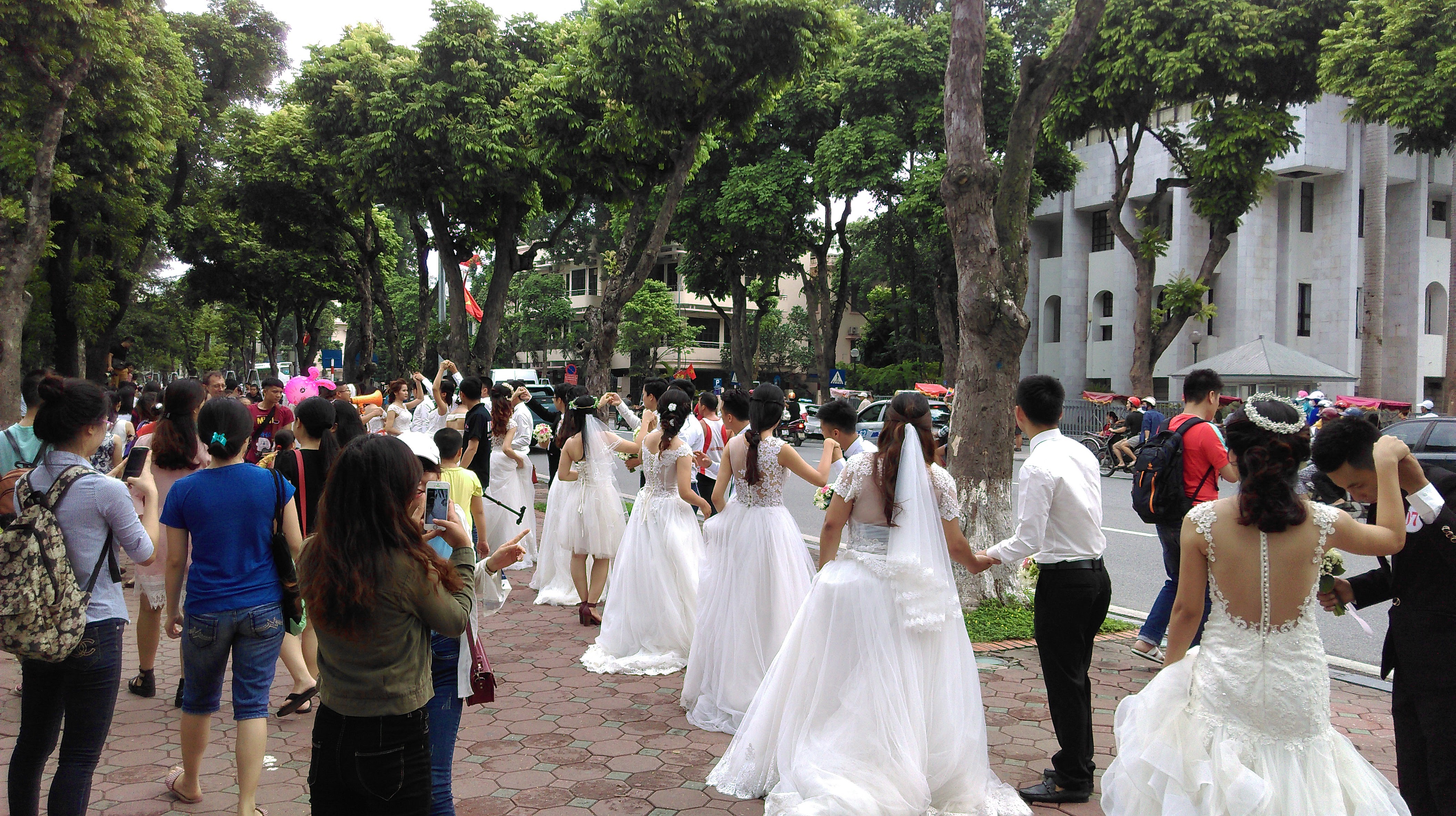
景色优美的还剑湖畔成为许多河内市民拍摄婚纱照的地点

## 外部連結
- 还剑湖简介（英文）
- 还剑湖旅遊指南（页面存档备份，存于）（英文）
- 有关还剑湖的更多信息（英文）
- 一篇还剑湖遊记（英文）
- 美国有线电视新闻网（CNN）在1998年4月13日的报道：巨鳖目击事件轰动越南首都（英文）